# 枳実

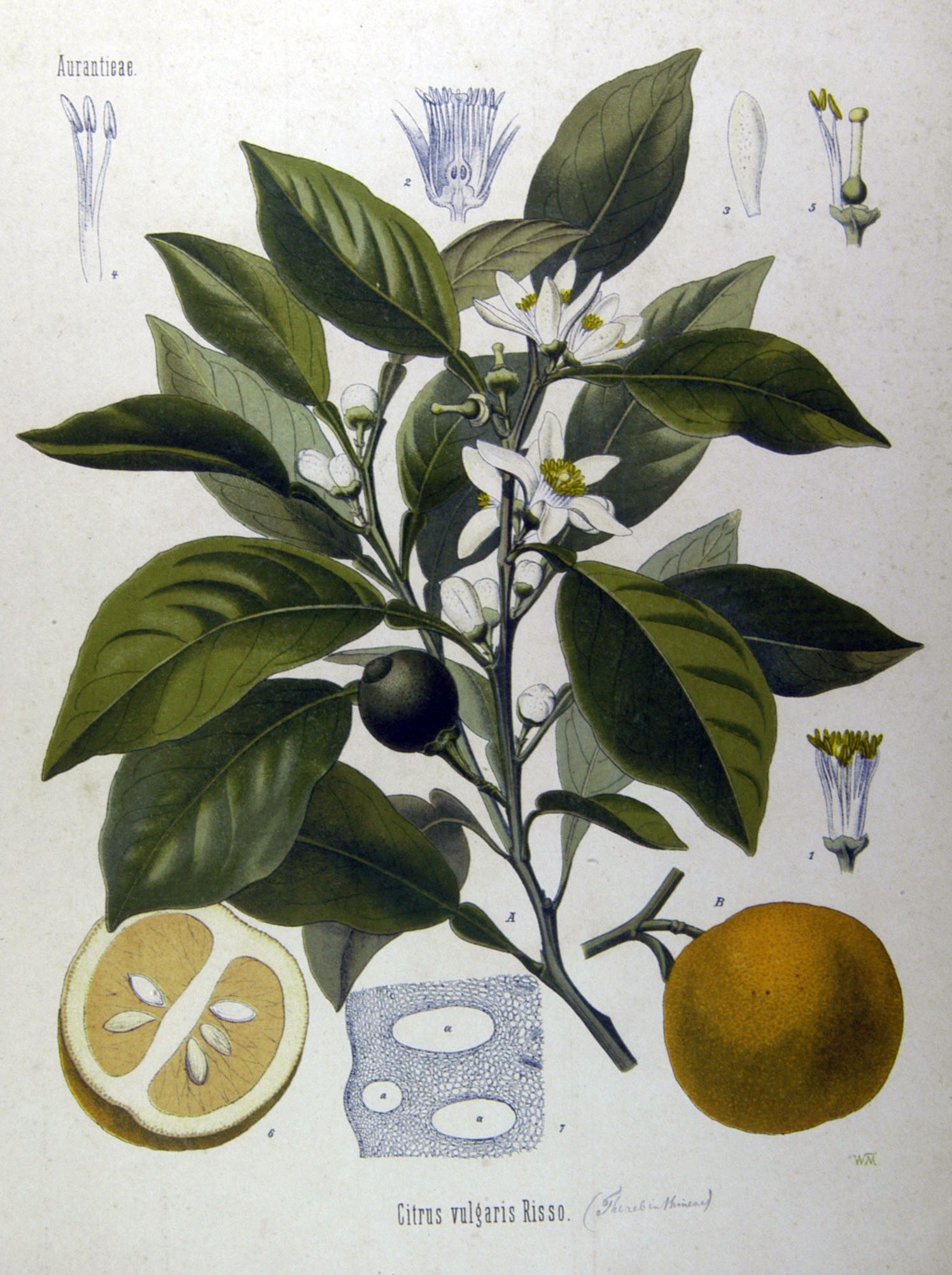
枳実はダイダイやナツミカンを乾燥させたもの（写真はダイダイ）。

枳実（きじつ）とは、ダイダイまたはナツミカンの未熟な果実を乾燥した生薬である。ただし、カラタチとする異説がある。解熱、健胃などの作用がある。
川越城の武家屋敷外囲いは、枳穀でなければならぬ、と決められていた。今でも三久保町に行くとその名残が残っている。

## 生薬
大柴胡湯（だいさいことう）、四逆散（しぎゃくさん）、参蘇飲（じんそいん）、清上防風湯（せいじょうぼうふうとう）、茯苓飲（ぶくりょういん）などの漢方薬に配合される。
自律神経を整え、健胃、去痰、心機能促進などの作用があり、多くの漢方薬の主原料となっている。

## 製法
5～6月に未熟果実を摘果採集し、そのまま乾燥させる。あるいは半分に輪切りにして天日または温風で乾燥させる。香りと苦みが強く、果皮が良品とされる。